# 科希策州
科希策州是斯洛伐克東南部的一個州，與匈牙利與烏克蘭接壤。面積6,752平方公里，人口766,012 (2001年)。州府科希策。

## 行政区划
科希策州下設11區，其中4个区组成为科希策市：
- 蓋爾尼察區
- 科希策1區
- 科希策2區
- 科希策3區
- 科希策4區
- 科希策郊區
- 米哈洛夫采區
- 羅日尼亞瓦區
- 索布蘭采區
- 斯皮什新村區
- 特雷比紹夫區

区下再划分为440个市镇，其中17个为市。